# 第六次イタリア戦争
第六次イタリア戦争（ハプスブルク・ヴァロワ戦争、最後のイタリア戦争とも、1551年 - 1559年）は、イタリア戦争の一部である。フランス王フランソワ1世の後を継いだアンリ2世が1551年に神聖ローマ皇帝カール5世に宣戦したことで始まった。アンリ2世はイタリアの再征服およびフランスのヨーロッパにおける権威の確立を目論んだが、最終的には失敗した。軍事的には火薬の重要性、砲撃によく耐える築城法、兵士の専業化（傭兵の衰退）などが明らかになった戦いである。

## 経過

### 地中海の戦い
ジェノヴァ出身の海軍提督アンドレア・ドーリアは1550年9月8日にカール5世の命令でマーディアを占領した。アンリ2世はハプスブルク家への対抗としてスレイマン1世と同盟した。フランスは同盟を後ろ盾にして、ライン川左岸に侵攻し、一方でフランス＝オスマン連合艦隊は南フランスを守備した。
1551年のオスマン帝国によるトリポリ包囲戦は第六次イタリア戦争の序曲となった。時を同じくして、マルセイユに泊まっているフランスのガレー船はオスマン艦隊との合流を命じられた。1552年、アンリ2世がカール5世を攻撃すると、オスマン帝国はガレー船100隻とガブリエル・ダラモン率いるフランスのガレー船3隻を地中海西部に送った。連合艦隊は南イタリアのカラブリア沿岸を荒らしまわり、レッジョを占領した。ポンツァ島の近くで起きたポンツァ島の戦いではこの連合艦隊がアンドレア・ドーリア率いる40隻のガレー船に勝利し、7隻を拿捕する結果となった。連合艦隊は翌年のコルシカ島侵攻でアンドレア・ドーリアに再び勝利して島を占領した。それ以降も地中海でハプスブルク家領をたびたび攻撃し、1558年にはアンリ2世の要請でバレアレス諸島に侵攻・占領した。

### 陸上での戦い

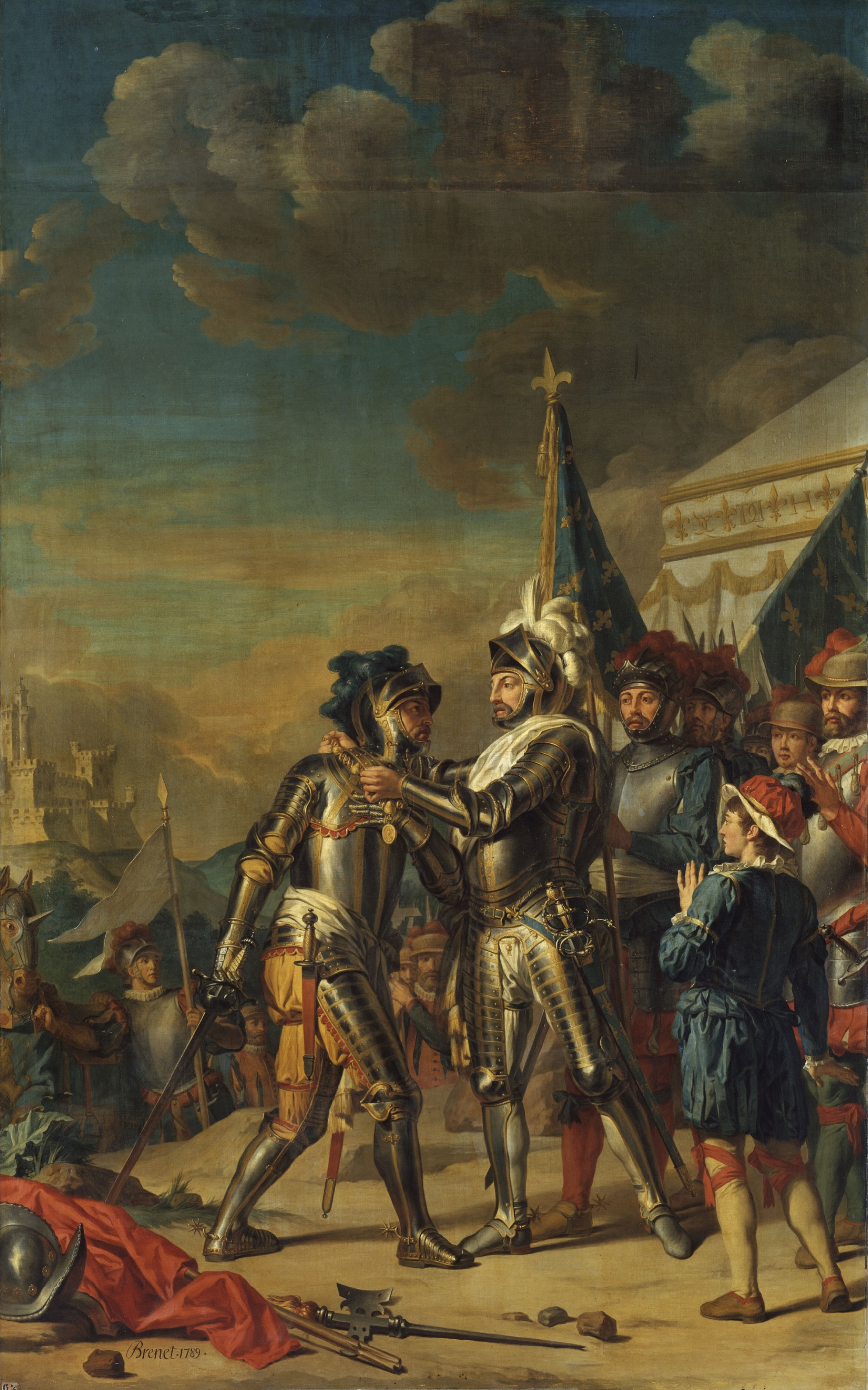
1554年8月13日のランティの戦いの後、ガスパール・ド・ソをサン・ミシェル騎士団の騎士に叙するアンリ2世。

大陸では1552年にアンリ2世がドイツのプロテスタント諸侯とシャンボール条約を結んで同盟し、次にロレーヌの三司教領（ヴェルダン、メス、トゥール）を占領、1554年に侵攻してきたハプスブルク軍をレンティの戦いで撃退した。ドイツでは戦いを優勢で進めたフランスであったが、イタリアでは敗北が続いた。1553年に皇帝軍とフィレンツェ公国の軍に攻められていたシエーナ共和国の支援としてトスカーナを侵攻するも翌年のマルチャーノの戦いでジャン・ジャコモ・メディチに敗北し、シエーナも1555年に陥落、後にコジモ1世を大公とするトスカーナ大公国の一部となった。
1556年2月5日、フェリペ2世とアンリ2世の間でヴォーセル条約が締結され、フランシュ＝コンテ地方をスペインに割譲したが、条約はすぐに破られた。
カール5世が1556年に退位してハプスブルク帝国をスペイン王フェリペ2世と神聖ローマ皇帝フェルディナント1世の間で分割すると、戦場はフランドルに移った。フェリペ2世はサヴォイア公エマヌエーレ・フィリベルトと同盟してサン＝カンタンの戦いでフランスに勝利した。さらに優勢を拡大しようとイングランド王国を戦争に引き入れたがカレーが占領される結果に終わり（カレー包囲戦）、フランス軍は勢い余ってネーデルラントまで進軍してあたりを略奪した。
戦争はもうしばらく続くかと思われたが、その終わりは突如訪れた。1557年、スペインとフランスは相次いで破産を宣言した。さらにフランスはユグノーにも対処しなければならなかった。その結果、アンリ2世はイタリアへの主張を全て放棄する平和条約を受諾し、フェルディナント1世とフェリペ2世もロレーヌの割譲に同意した。

## 結果と影響

### 講和

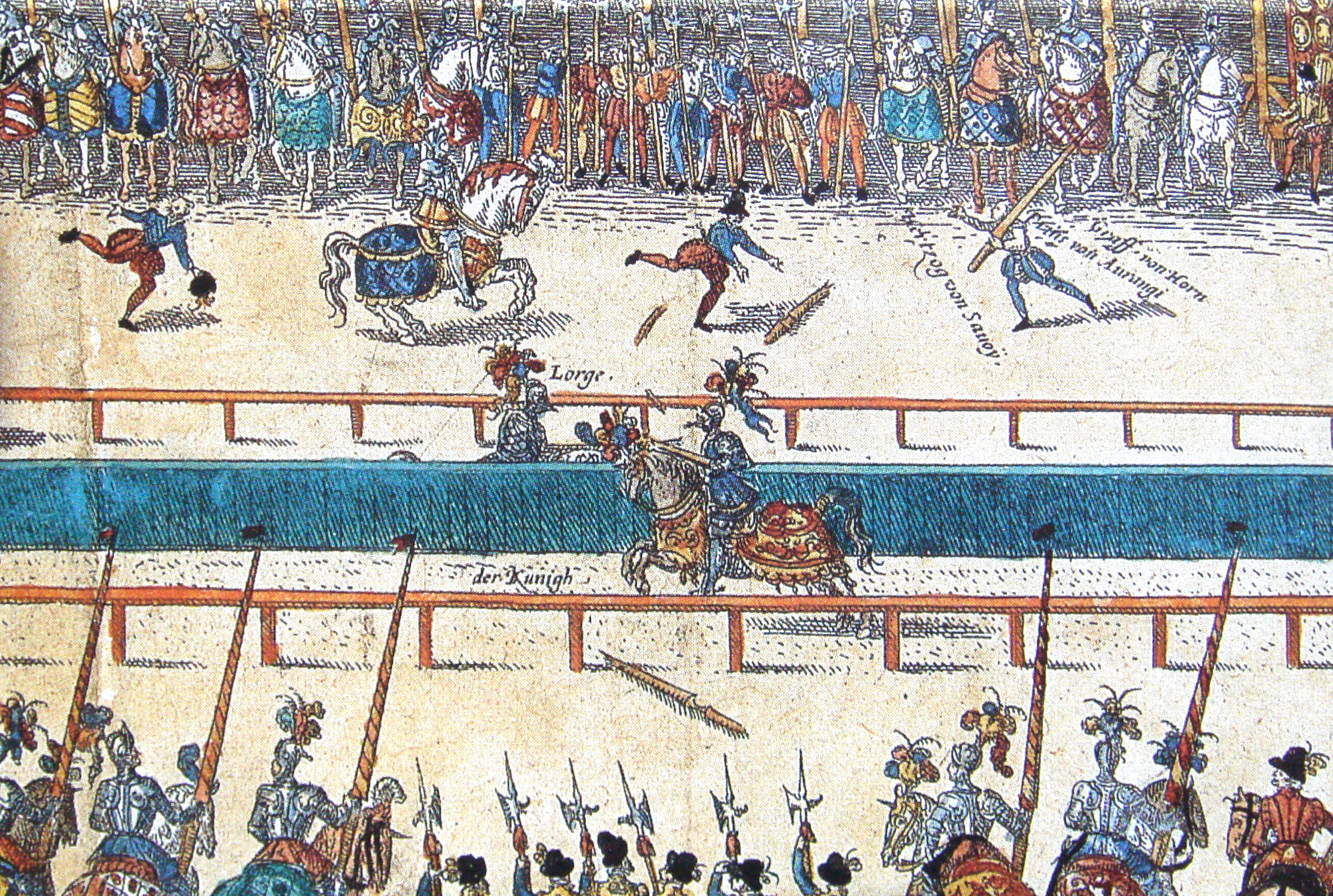
アンリ2世とモンゴムリ伯爵ガブリエル・ド・ロルジュの間の馬上槍試合。試合での事故によりアンリ2世は死亡。

カトー・カンブレジ条約はアンリ2世とフェリペ2世の間で1559年4月3日に署名された。条約はカンブレーの20キロ南東にあるカトー＝カンブレジで締結された。条約の定めにより、フランスはピエモンテとサヴォワをサヴォイア公に、コルシカ島をジェノヴァ共和国にそれぞれ返還し、イングランドからカレー、神聖ローマ帝国から三司教領（ヴェルダン、メス、トゥール）を獲得、またサルッツォの併合を認められた。スペインはフランシュ＝コンテ地方を保持したほか、ミラノ公国、ナポリ王国、シチリア王国、サヴォイア公国、プレシディ領への宗主権を全て認められ、さらにフィレンツェ公国、ジェノヴァ共和国ほかイタリアの小国への絶大な影響力を持った。教皇もスペインの同盟者であり、イタリアの国でスペインの統制を受けなかったのはサヴォイアとヴェネツィア共和国のみとなる。スペインによるイタリア統制は18世紀初めのスペイン継承戦争まで続いた。またこの条約により60年の長きにわたったイタリア戦争に終止符が打たれた。
条約のもう一つの取り決めにより、サヴォイア公エマヌエーレ・フィリベルトがアンリ2世の妹でベリー女公のマルグリット・ド・フランスと結婚し、フェリペ2世はエリザベート・ド・ヴァロワと結婚した。アンリ2世はフェリペ2世結婚の祝宴会の一環で行われたモンゴムリ伯ガブリエル・ド・ロルジュとの馬上槍試合において、偶発的に右目を貫かれた。モンゴムリ伯の槍はアンリ2世の脳にまで達し、アンリ2世はこの傷が元で死亡した。
この条約はフランスにとってはそこそこに満足できる結果となった。1520年代と比べると講和の条件はずっと良く、神聖ローマ帝国と対等に扱われた上領土の拡大にも成功した。しかし、本来の目的であったイタリアの勢力均衡を変えることには失敗し、ハプスブルク家のヘゲモニーを崩せなかった。さらに、ユグノー戦争で一時大国の位から転落した。ハプスブルク家全体にとっては、戦争のせいで神聖ローマ帝国での地位が揺らぎ、カール5世の帝国がスペインとドイツとに二分されたことからマイナスとなった。一方スペインはイタリアに影響力を持つ唯一の大国になり、フランスの介入も失敗したため十分に満足いく結果と言えた。イングランドは特に得るところがない上にカレーを失い、大陸での唯一の領土が失ったことでその名声は地に落ちた。

### 軍事における影響
チャールズ・オマーンは、指揮官の無能と士気の低落により決定的な戦いが全くなく、ほとんどの攻撃は緩慢に行われたとしている。彼は双方とも傭兵を使いすぎ、そしてその頼りなさが露呈した結果となった、と主張している。ハルは守備側が最先端の築城技術を使用したことにより、砲撃の効果が減退したとした。騎兵は突撃を捨てて火器を多く使用した。一方で守旧的な密集した隊形もいまだに多い。いずれにせよ、戦術的にはイタリア戦争以前の戦いより格段に先進なものとなっているであろう。